# Hua Tuo
Hua Tuo (ur. ok. 141, zm. 208) – chiński lekarz żyjący u schyłku dynastii Han, uważany za pioniera tradycyjnej chirurgii.
Urodził się w Bozhou w prowincji Anhui. Osiągnął dużą biegłość w diagnozowaniu i leczeniu chorób. Był uważany za mistrza akupunktury. 
Jako pierwszy zastosował znieczulenie ogólne, podając pacjentom wywar przygotowany z opium, konopi indyjskich i haszyszu. Pod narkozą przeprowadzał m.in. operacje jamy brzusznej. Rany pooperacyjne przemywał roztworem dezynfekującym i zaszywał igłami. Usztywniał złamane kończyny i przygotowywał maści oraz plastry na rany otwarte.
Przywiązywał dużą wagę do higieny i profilaktyki chorób. Zalecał fizykoterapię i gimnastykę. Sam opracował zestaw ćwiczeń wuqinxi (五禽戲), oparty na ruchach pięciu zwierząt – żurawia, małpy, jelenia, niedźwiedzia i tygrysa.
Przy pomocy akupunktury wyleczył cierpiącego na bóle głowy Cao Cao. Gdy jakiś czas potem bóle wróciły, Hua Tuo zaproponował pacjentowi trepanację czaszki pod narkozą. Podejrzewający próbę zamachu na swoje życie Cao Cao wtrącił lekarza do lochu, a następnie skazał na śmierć. Przed śmiercią Hua Tuo przekazał przez więziennego dozorcę swoim uczniom miejsce ukrycia swoich traktatów medycznych. W międzyczasie żona Hua Tuo spaliła je jednak w obawie przed prześladowaniami i z tego powodu żaden z nich się nie zachował.